# Lijst van gouverneurs van het hertogdom Milaan

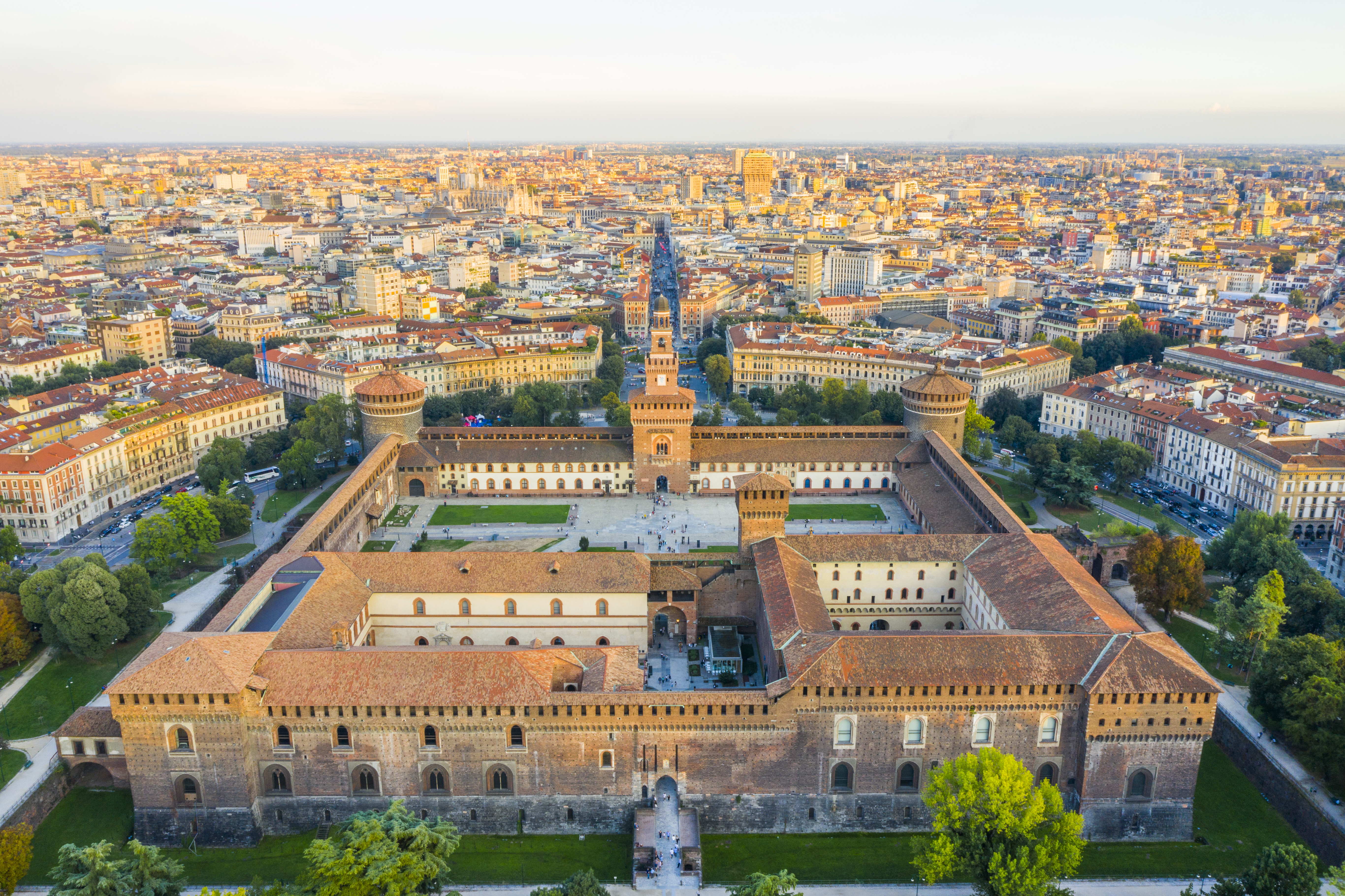
De gouverneurs zetelden in het Castello Sforzesco van Milaan

De gouverneur of stadhouder van Milaan (Italiaans: governatore di Milano) was de politiek-militaire bestuurder van het hertogdom Milaan namens de Habsburgse vorsten die van 1526 tot 1800 over het gebied heersten. Tot 1706 werden de gouverneurs aangesteld door de Spaanse Habsburgers (via de Real y Supremo Consejo de Italia) en vanaf 1706 door de Oostenrijkse Habsburgers. De functie van gouverneur werd gecreëerd toen Milaan na de slag bij Pavia overging van de Franse invloedssfeer naar die van keizer Karel V.

## Overzicht
Dit waren de gouverneurs van Milaan met hun regeerperiode:
- Karel III van Bourbon (1526-1527)
- Alessandro Bentivoglio (1531-1532)
- Antonio de Leyva, prins van Ascoli (1535-1536)
- Kardinaal Marino Caracciolo (1536-1538)
- Alfonso d'Avalos d'Aquino, markies van Vasto (1538-1546)
- Ferrante Gonzaga, prins van Molfetta (1546-1555)
- Fernando Álvarez de Toledo, hertog van Alva (1555-1556)
- Cristoforo Madruzzo (1556-1557)
- Gonzalo II Fernández de Córdoba (1558-1560)
- Francesco Ferdinando II d'Ávalos (1560-1563)
- Gonzalo II Fernández de Córdoba (1563-1564)
- Gabriel de la Cueva, hertog van Alburquerque (1564-1571)
- Álvaro de Sande (1571-1572)
- Luis de Zúñiga y Requesens (1572-1573)
- Antonio de Zúñiga y Sotomaior (1573-1580)
- Sancho de Guevara y Padilla (1580-1583)
- Carlo d'Aragona Tagliavia (1583-1592)
- Juan Fernández de Velasco, hertog van Frías (1592-1595)
- Don Pedro de Padilla (1595-1595)
- Juan Fernández de Velasco, hertog van Frías (1595-1600)
- Pedro Enríquez de Acevedo, graaf van Fuentes (1600-1610)
- Juan Fernández de Velasco, hertog van Frías (1610-1612)
- Juan de Mendoza, markies van La Hinojosa (1612-1616)
- Pedro Álvarez de Toledo, markies van Villafranca (1616-1618)
- Gómez Suárez de Figueroa, hertog van Feria (1618-1625)
- Gonzalo Fernandez de Córdoba (1625-1629)
- Ambrogio Spinola (1629-1630)
- Álvaro de Bazán, markies van Santa Cruz (1630-1631)
- Gómez Suárez de Figueroa, hertog van Feria (1631-1633)
- Kardinaal-infant Ferdinand (1633-1634)
- Kardinaal Gil de Albornoz (1634-1635)
- Diego Felipez de Guzmán, markies van Leganés (1635-1636)
- Fernando Afán de Ribera, hertog van Alcalá de los Gazules (1636)
- Diego Felipez de Guzmán, markies van Leganés (1636-1641)
- Juan de Velasco, graaf van Siruela (1641-1643)
- Antonio Sancho Davila, markies van Velada (1643-1646)
- Bernardino Fernández de Velasco, hertog van Frías (1646-1648)
- Luis de Benavides Carrillo, markies van Caracena (1648-1656)
- Kardinaal Teodoro Trivulzio (1656)
- Alfonso Pérez de Vivero, graaf van Fuensaldaña (1656-1660)
- Francesco Caetani, hertog van Sermoneta (1660-1662)
- Luis de Guzmán Ponce de Leon (1662-1668)
- Paolo Spinola (1668)
- Francisco de Orozco, markies van Mortara (1668)
- Paolo Spinola (1669-1670)
- Gaspar Téllez-Girón, hertog van Osuna (1670-1674)
- Claude Lamoral de Ligne (1674-1678)
- Juan Henríquez de Cabrera, graaf van Melgar (1678-1686)
- Antonio López de Ayala y Velasco, graaf van Fuensalida (1686-1691)
- Diego Dávila Mesía y Guzmán, markies van Leganés (1691-1698)
- Charles Henry de Lorraine-Vaudemont (1698-1706)
- Eugenius van Savoye (1706-1716)
- Maximilian Karl Albert, prins van Löwenstein-Wertheim-Rochefort (1717-1718)
- Girolamo Colloredo (1719-1725)
- Wirich Philipp von Daun (1725-1734)
- Sardijnse bezetting (1734-1736)
- Otto Ferdinand von Abensberg und Traun (1736-1743)
- Johann Georg Christian, prins van Lobkowitz (1743-1745)
- Spaanse bezetting (1745-1746)
- Gian Luca Pallavicini (1745-1747)
- Ferdinand Bonaventura II von Harrach (1747-1750)
- Gian Luca Pallavicini (1750-1754)
- Frans III, hertog van Modena (1754-1771), ad interim voor de titulaire gouverneurs Peter Leopold van Oostenrijk (1754-1763) en Ferdinand van Oostenrijk (1763-1771)
- Ferdinand van Oostenrijk (1771-1796)
- Transpadaanse Republiek (1796-1797)
- Cisalpijnse Republiek (1797-1799)
- Luigi Cocastelli (1799-1800)

Na de Slag bij Marengo verlieten de Oostenrijkers Milaan en werd het hertogdom weer opgenomen in de Cisalpijnse Republiek, die in 1802 de Italiaanse Republiek werd en in 1805 het Koninkrijk Italië. In 1814 heroverden de Oostenrijkers Milaan en voegden het bij de voormalige Republiek Venetië. Dit nieuwe Koninkrijk Lombardije-Venetië lieten ze regeren door onderkoningen.